# Sylva (řeka)
Sylva (rusky Сылва) je řeka ve Sverdlovské oblasti a v Permském kraji v Rusku. Je 493 km dlouhá. Povodí má rozlohu 19 700 km².

## Průběh toku
Pramení na západním svahu Středního Uralu. Teče převážně na západ, přičemž její tok je velmi členitý. Ústí do Čusovského zálivu Kamské přehrady jako přítok řeky Čusovaja. V povodí řeky se nacházejí krasové útvary (např. Kungurská jeskyně).

### Přítoky
- zleva – Ireň
- zprava – Barda, Šakva

## Vodní režim
Zdroj vody je smíšený s převahou sněhových srážek. Průměrný roční průtok vody ve vzdálenosti 45 km od ústí činí 139 m³/s. Zamrzá v listopadu, přičemž vznikají charakteristické ledové zátarasy, a rozmrzá v dubnu.

## Využití
Vodní doprava je možná v délce 74 km od ústí. Na řece leží město Kungur.